# Candidula arganica
Candidula arganica е вид охлюв от семейство Hygromiidae. Видът не е застрашен от изчезване.

## Разпространение и местообитание
Разпространен е в Испания.
Обитава градски и гористи местности и ливади.

## Описание
Популацията на вида е стабилна.